# Izvoru de Jos
Izvoru de Jos – wieś w Rumunii, w okręgu Ardżesz, w gminie Vedea. W 2011 roku liczyła 287 mieszkańców.